# Benito Juárez Segundo, Uxpanapa
Benito Juárez Segundo är en ort i Mexiko.   Den ligger i kommunen Uxpanapa och delstaten Veracruz, i den sydöstra delen av landet, 500 km öster om huvudstaden Mexico City. Benito Juárez Segundo ligger 87 meter över havet och antalet invånare är 308.
Terrängen runt Benito Juárez Segundo är platt åt nordväst, men åt sydost är den kuperad. Runt Benito Juárez Segundo är det ganska glesbefolkat, med 29 invånare per kvadratkilometer. Närmaste större samhälle är Poblado 10, 6,5 km sydost om Benito Juárez Segundo. Omgivningarna runt Benito Juárez Segundo är en mosaik av jordbruksmark och naturlig växtlighet.